# Тодор Божинов (БКП)
 Тази статия е за политика комунист.  За политика земеделец вижте Тодор Божинов (БЗНС).  
Тодор Илиев Божинов е политик от Българската комунистическа партия (БКП), член на Политбюро през 1979 – 1986 година.

## Биография
Тодор Божинов е роден във Вършец на 21 февруари 1931 година. Завършва Строителния техникум, а през 1956 година и Минно-геоложкия институт в София. В училището и в университета е секретар на комитета на ДКМС. През следващите години работи като инженер във въгледобивните мини в Своге.
От 1945 година е член на Работническия младежки съюз, а от 1960 година влиза в БКП. От 1962 година работи в Окръжния комитет на БКП в София, а в периода 1968 – 1971 година е негов секретар. След това работи в Института за социално управление при Централния комитет (ЦК) на БКП, а през 1975 – 1977 година е секретар на Съвета по управление на обществените отношения при Държавния съвет.
През 1977 година Божинов става член на ЦК и първи заместник-председател на Държавния комитет за планиране с ранг на министър. През 1978 година става секретар на ЦК на БКП и заместник-председател на Министерския съвет, а през следващата година – член на Политбюро и първи заместник-председател на Министерския съвет. Последователно е министър на металургията и минералните ресурси (1982 – 1984), министър на енергийно-суровинните ресурси (1984 – 1985) и министър на снабдяването (1985 – 1986).
През 1986 година Тодор Божинов е изваден от състава на Политбюро и Министерския съвет. За кратко през 1986 – 1987 година оглавява Комитета по опазване на околната среда.
Тодор Божинов умира в София на 15 февруари 1992 година.
Негов син е известният политик от БСП Илия Божинов (2 октомври 1956, София – 24 август 2010, Бургас), учредител на партията Българската левица и председател на организацията Гражданска инициатива за свободни и демократични избори (ГИСДИ), която е сред първите преброители на изборите от 1990 г. насам.
Носител на ордените „Георги Димитров“ и „13 века България“.